# Asemum nitidum
Asemum nitidum är en skalbaggsart som beskrevs av Leconte 1873. Asemum nitidum ingår i släktet Asemum och familjen långhorningar. Inga underarter finns listade.